# Я̌
Cette page contient des caractères spéciaux ou non latins. S’ils s’affichent mal (▯, ?, etc.), consultez la page d’aide Unicode.
Я̌ (minuscule : я̌), appelé ia caron, est une lettre additionnelle de l’alphabet cyrillique utilisée en doungane par certains auteurs. Elle est composée du ia ‹ Я › diacrité d’un caron.

## Utilisations
En doungane, certains auteurs utilisent les accents sur les voyelles pour indiquer les tons, dont le ia caron cyrillique ‹ я̌ ›.

## Représentation informatique
Le ia caron peut être représenté avec les caractères Unicode suivants (cyrillique, diacritiques) :
| formes    | représentations | chaînes de caractères | points de code | descriptions                                     |
| --------- | --------------- | --------------------- | -------------- | ------------------------------------------------ |
| capitale  | Я̌               | Я◌̌                    | U+042F U+030C  | lettre majuscule cyrillique ia diacritique caron |
| minuscule | я̌               | я◌̌                    | U+044F U+030C  | lettre minuscule cyrillique ia diacritique caron |